# هاينريش شينكر
هاينريش شينكر (19 يونيو 1868 – 14 يناير 1935) كان منظّرًا موسيقيًا نمساويًا تركت كتاباته أثرًا بالغًا في التحليل الموسيقي في ما بعد. وقد شُرِح منهجه، الذي يُعرف اليوم باسم «التحليل الشينكري»، بالكامل في سلسلة من ثلاثة مجلدات بعنوان «نظريات وتخيّلات موسيقية جديدة»، التي تضمّنت: الهارموني (1906)، والكونترابوينت (1910؛ 1922)، والتأليف الحر (1935).
وُلد شينكر في «فشنيفتشيك»، في غاليسيا النمساوية، ودرس القانون في جامعة فيينا، ودرس الموسيقى في (ما يُعرف اليوم باسم) جامعة الموسيقى وفنون الأداء في فيينا، حيث كان من بين أساتذته فرانز كرين، وإرنست لودفيغ، وأنطون بروكنر، ويوهان نيبوماك فوكس. ورغم حصوله على شهادة في القانون، فقد ركّز اهتمامه الأساسي على مسيرته الموسيقية بعد التخرّج، إلا أنه لم يحقق سوى نجاح محدود بوصفه ملحنًا، وقائد أوركسترا، ومرافقًا موسيقيًا. كرّس شينكر جهوده بتزايد بعد عام 1900 نحو النظرية الموسيقية، مطوّرًا منهجًا لتحليل البنى اللحنية والهارمونية الأساسية في الموسيقى التوناتية. اقترحت نظرياته وجود بنى أساسية تظهر في الخلفية للأعمال الموسيقية، وقد شرحها باستخدام عدد من المصطلحات والرموز الجديدة المتخصصة.
خضعت آراء شينكر حول العرق للتدقيق والنقد في القرن الحادي والعشرين.

## السنوات المبكرة والتعليم
وُلد هاينريش شينكر في فيشنيوفيتسك، غاليسيا النمساوية عام 1868، ليوهان شينكر وزوجته جوليا (من مواليد موسلر)، وكلاهما من اليهود. كان والد شينكر طبيبًا سُمح له بالاستقرار في فيشنيوفيتسك، وهي قرية يبلغ عدد سكانها 1,759 نسمة وفقًا لإحصاء عام 1869. لا توجد معلومات كثيرة عن والدي شينكر. تذكر موريز فيولين، صديق شينكر مدى الحياة، أن شينكر كان يصف «جدية والده وطباع والدته الحادة».
كان شينكر الخامس بين ستة أطفال: ماركوس (الذي يُقال إنه توفي في 1880 في ليمبرغ)، ربيكا (التي يُقال إنها توفيت في 1889 في غراديشكا)، فيلهلم –طبيب- شيفري، وموريز (موسى)، المولود في 31 أغسطس 1874. توجد معلومات قليلة بشأن سنوات طفولة شينكر. قال شينكر نفسه إنه لم يتحدث عن تعليمه في المدرسة الثانوية. كان من المحتمل أن تكون ميوله الموسيقية قد اكتُشفت في سن مبكرة، إذ ذهب إلى ليمبرغ -التي تُعرف اليوم بمدينة لفيف في أوكرانيا- ودرس مع كارل ميكولي، ثم استمر في دراسته في بيريغان.
حصل شينكر على منحة دراسية للانتقال إلى فيينا، حيث تبعته عائلته. تظهر الوثائق في جامعة فيينا اسمه في القائمة في بداية موسم 1884/85، حيث كان يدرس للحصول على شهادة في القانون. إضافةً إلى دراسته في جامعة فيينا، كان مسجلًا في كونسرفاتوار جمعية أصدقاء الموسيقى -التي تُعرف اليوم بجامعة فيينا للموسيقى وفنون الأداء- من عام 1887 حتى 1890. تظهر نتائج امتحانات قبوله أنه درس التلحين مع فرانز كرن ودرس البيانو مع إرنست لودفيغ. طلب شينكر ووالده إعفاءه من رسوم السنة الأولى. تشير وثائق أخرى إلى أنه في سنته الأولى، كان شينكر يدرس التناغم تحت إشراف أنطون بروكنر. توفي والد شينكر عام 1887، ما ترك العائلة في حالة من الفقر.
وصف كارل فليش، الذي كان يحضر أيضًا في الكونسرفاتوار، شينكر طالبًا «كان يبدو نصف جائع، وكان يطغى على بقية الطلاب، كان هاينريش شينكر، الذي أصبح لاحقًا يحظى باحترام كبير من أجل نظرياته الموسيقية الأصلية والموسيقية النظرية والعملية الشاملة له».
تكشف مشاعر شينكر السلبية تجاه بروكنر من خلال اقتباس في كتابه «التناغم» -عام 1906، الذي كُتب بعد ما يقرب من عشرين عامًا من دراسته- إذ قال: «إذا كان المعلم غير قادر على شرح مقترحاته الخاصة، قد يكون الطالب راضيًا عن عدم فهمه للعقيدة المعروضة، يغلق المعلم دروسه في التناغم؛، يغلق دروسه في التباين، وينهيها بطريقته الخاصة، ولكن لم يتخذ حتى الخطوة الأولى نحو الفن». يضيف هامشًا: «معلمي، مؤلف ذائع الصيت -بروكنر، بالطبع» كان يقول في مثل هذه المناسبات في كتاب «التباين»، المجلد الأول «سيدي، هذه هي القاعدة، أكتبها بالطبع هكذا»، يقتبس شينكر أمثلة من أعمال بروكنر مثالًا على الخطوط غير المبنية جيدًا. كانت لدى شينكر ذكريات أفضل عن إرنست لودفيغ. قبل لودفيغ شينكر بناءً على منحة دراسية مبدئية له. بعد أن شاهد بعض أعمال شينكر الموسيقية، أوصى بها للبيانو جوليوس إبشتاين. أرسل لودفيغ طلابًا للدراسة مع شينكر، الذي ذكره بكل محبة وكان يعتقد أنه كان سيسعد بنظرياته في التناغم و«كونترا بوينت».
درس شينكر التباين في موسم 1888-1889 تحت إشراف بروكنر واستمر في دراسة البيانو تحت إشراف لودفيغ، وكان يحصل دائمًا على أعلى الدرجات. في الموسم التالي، انضم شينكر إلى صف التلحين تحت إشراف يوهان نيبوموك فوكس. تخرج في 20 نوفمبر 1889 وأًلزم نصف الرسوم فقط للسنة الدراسية، التي دفعها لودفيغ بوسيندورفر.

## مؤلفًا وعازفًا
بعد تخرجه من جامعة فيينا بشهادة في القانون، كرّس شينكر نفسه بالكامل للموسيقى. جاء أول فرصة كبيرة له مع ماكسيميليان هاردن، محرر مجلة «دي تسوكنفوخت» (المستقبل) التي نشرت أولى كتاباته. تبعت المنشورات في مجلات أخرى. تشير الرسائل التي لا تزال محفوظة في أرشيف شينكر إلى أنه في أثناء دراسته لم يكن لديه دخل وكان يعيش بفضل الهدايا من المؤيدين. استمر في هذه الممارسة بعد التخرج. كرس شينكر أعماله الموسيقية مثل «الاختراعات» العمل 5 لإيرين غريدينر -التي كانت تُعرف في الأصل باسم مايرهوفر. عند وفاتها في 9 أغسطس 1923، ذكر في يومياته أنه كان في منزلها حيث تمكن من اكتشاف نفسه وتحقيق مستقبله. في هذه المرحلة من مسيرته، كان شينكر يرى نفسه -أساسًا- مؤلفًا وكان يحاول التقرب إلى الآخرين وسيلةً للترويج لمؤلفاته. عدة رسائل تؤكد لقاءاته مع إدوارد هانسليك.
كان شينكر بحلول عام 1900 يحاول بنشاط الترويج لمؤلفاته الموسيقية، كما يتضح من مراسلاته مع إغناتس برول، كارل غولدمارك، يوجين دالبيرت وفيروتشيو بوزوني. الدفعات التي خُصصت لمؤلفاته المنشورة هي دليل آخر على هوية الأشخاص الذين كانوا متعاطفين وربما قدموا المال لتمكين نشر أعمال شينكر، مع أنه كان هناك على الأرجح مزيد من المؤلفات أكثر مما حُفظ في مجموعة أوسوالد جوناس التذكارية في جامعة كاليفورنيا في ريفيرسايد. يحمل عمله Op. 1 إهداء لجوليوس إبشتاين، بينما العمل Op. 2 مخصص لفيروتشيو بوزوني، والعمل Op. 4 مخصص ليوجين دالبيرت. كان دالبيرت قد وعد بعزف بعض أعمال شينكر، وكان بوزوني متحمسًا خصوصًا لفانتازيا العمل Op. 2. شعر شينكر بالثقة في الترويج لمؤلفاته مع رسائل من دالبيرت، برول، بوزوني، وديتلف فون ليليكرون. تشير المراسلات إلى أن شينكر كان على اتصال مع ماكس كالبك، إذ كان الأخير يحاول تنظيم لقاءات له. يشير نفس الدعم أيضًا إلى الإهداء الذي وضعه على «الرقصات السورية» (دون رقم أوبوس)، التي كانت مهداه إلى البارون ألفونس دي روتشيلد. بناءً على إصرار بوزوني، رُتبت الأوركسترا لهذه الرقصة بواسطة أرنولد شوينبرغ وعُرضت في 5 يونيو 1903، بقيادة بوزوني.
يُظهر نشر شينكر في «فورويبر» العمل Op. 7، رقم 3 في مجموعة رعتها أكاديمية فيينا الغنائية، علاقة صداقة بين المؤلف وقائد الأوركسترا كارل لافيت.